# Конституционный референдум в Армении (1995)
Конституционный референдум был проведён в Армении 5 июля 1995 года. Изменения к Конституции были одобрены 70,3 % избирателей при явке 55,6 %.

## Результаты
| Выбор                               | Голосов   | %    |
| ----------------------------------- | --------- | ---- |
| За                                  | 828 370   | 70,3 |
| Против                              | 349 721   | 29,7 |
| Недействительные голоса             | 39 440    | –    |
| Всего                               | 1 217 531 | 100  |
| Зарегистрированных избирателей/явка | 2 189 804 | 55,6 |
| Источник: Nohlen и соавт.           |           |      |